# Mary Scheer
Mary Scheer (Detroit, 19 marzo 1963) è un'attrice statunitense.

## Filmografia

### Attrice

#### Cinema
- Le nuove avventure di Pippi Calzelunghe (The New Adventures of Pippi Longstocking), regia di Ken Annakin (1988)
- It's Pat, regia di Adam Bernstein (1994)
- Killer dallo spazio (Not of This Earth), regia di Terence H. Winkless (1995)
- Chump Change, regia di Stephen Burrows (2000)
- La casa stregata di Elvira (Elvira's Haunted Hills), regia di Sam Irvin (2001)
- Between Two Ferns - Il film (Between Two Ferns: The Movie), regia di Scott Aukerman (2019)

#### Televisione
- In viaggio nel tempo – serie TV, episodio 5x14 (1993)
- Beverly Hills 90210 – serie TV, episodio  5x12 (1994)
- Cinque in famiglia –  serie TV, episodio 1x15 (1995)
- Seinfeld – serie TV, 2 episodi (1995-1998)
- MADtv – serie TV, 65 episodi (1995-2007)
- iCarly – serie TV, 28 episodi  (2007-2013)
- Zack e Cody al Grand Hotel – serie TV, episodio 3x02 (2007)
- Carly va in Giappone (2008) – film TV
- Hannah Montana – serie TV, episodio 2x26 (20009)
- Buona fortuna Charlie – serie TV, episodio 1x21 (2010)
- iParty con Victorious – miniserie TV, 3 episodi (2011)
- Sam & Cat – serie TV, episodi 1x23 e 1x24 (2013)
- What's Next for Sarah? – Web-Serie, 4 episodi (2014)
- 2 Broke Girls – serie TV, episodio 3x14 (2014)
- Summer Camp – serie TV, 15 episodi  (2015 - 2017)
- ICarly – serie TV, 12 episodi (2021-2023)

### Doppiatrice
- Hey, Arnold! – serie animata , 14 episodi (1996-2002)
- Johnny Bravo – serie animata, episodio 3x17(1997)
- I Griffin – serie animata, 2 episodi (1999-2003)
- Catastrofici castori – serie animata, episodio 3x17 (1999)
- Batman of the Future - Il ritorno del Joker, regia di Curt Geda (2000)
- I pinguini di Madagascar – serie TV, 47 episodi (2008-2015)

## Doppiatrici italiane
- Renata Bertolas in iCarly, iParty con Victorious, Sam & Cat
- Paola Del Bosco in Summer Camp

Da doppiatrice è sostituita da:
- Beatrice Margiotti ne I pinguini di Madagascar
- Alina Moradei ne I Griffin